# جوتليب صموئيل ستودر
جوتليب صموئيل ستودر (5 أغسطس 1804، لانجناو إيم إيمنتال - 22 ديسمبر 1890، فيينا) متسلق جبال سويسري وكاتب العدل ورسام.
كان ستودر ابن سيجموند جوتليب ستودر. بعد وفاة والده انتقلت عائلة ستودر إلى برن، حيث عمل ستودر سكرتيرًا لقسم العدل والشرطة في الكانتون، وأصبح فيما بعد محافظًا (Regierungsstatthalter) في مدينة برن.
في سبتمبر 1843 قام بأول صعود لقمة فيلدورن (3,248 م) في جبال الألب البرنية.
أنشأ مع العالم الجيولوجي تيودور سيملر والدكتور ميلشيور أولريش نادي جبال الألب السويسري (SAC) في 19 أبريل 1863 على غرار نادي جبال الألب البريطاني الذت تأسس في عام 1857. كان النادي «جمعية أوسع وأكثر ديمقراطية من نادي جبال الألب». كان ستودر رئيسًا لقسم بيرن في النادي من 1863 حتى 1873، وكان رئيسًا فخريًا من عام 1873 حتى وفاته.
في عام 1866 ترك ستودر خدمة الدولة وكرس نفسه لتاريخ استكشاف جبال الألب. أمضى الأعوام 1869-1871 في كتابة Über Eis und Schnee ، وهو كتاب من ثلاثة مجلدات لتاريخ تسلق جبال الألب السويسرية.
على مدار 60 عامًا، صعد ستودر إلى 650 قمة، في جبال الألب في بيرن، وPennine Alps ، وDauphiné ، وTyrol ، وPyrenees ، والنرويج. في سن ال 68 تسلق مونت بلانك. عندما كان عمره 79 صعد بيك دارزينول في فاليه؛ وفي عمر ال 81 نيدرهورن.